# 粤北双盖蕨
粤北双盖蕨（学名：Diplazium splendens），为蹄盖蕨科双盖蕨属下的一个植物种。生长在山谷常绿阔叶林下溪沟旁，海拔100-450m。模式标本采自广东（连县）。